# Ropalidia nigrior
Ropalidia nigrior är en getingart som beskrevs av Richards 1978. Ropalidia nigrior ingår i släktet Ropalidia och familjen getingar. Inga underarter finns listade i Catalogue of Life.